# Консервативная партия Квебека (2009)
Консервативная партия Квебека (КПК; фр. Parti conservateur du Québec (PCQ)) — провинциальная политическая партия в Квебеке, Канада. Она была разрешена 25 марта 2009 года Главным избирательным комитетом Квебека. На последующих выборах КПК постепенно выдвигала все больше кандидатов: 27 на всеобщих выборах 2012 года и 125 (все места, участвовавшие в выборах) в 2022 году. Партия не получила ни одного места в Национальном собрании Квебека, однако под руководством лидера Эрика Дюэма КПК набрала около 12,9 % голосов избирателей на выборах 2022 года, что значительно больше, чем на предыдущих выборах. Ранее, 18 июня 2021 года, Клэр Самсон перешла в партию после победы на выборах в 2018 году в качестве кандидата от правящей Коалиции за будущее Квебека (CAQ).
На провинциальных выборах 2014 года партия использовала название «Équipe Adrien Pouliot — Parti conservateur du Québec» (англ. Team Adrien Pouliot – Conservative Party of Quebec). На провинциальных выборах 2022 года партия использовала название «Parti conservateur du Québec — Équipe Éric Duhaime» (англ. Conservative Party of Quebec – Team Éric Duhaime).

## История

### Начальный этап
В 2009 году бывшие депутаты Национального союза Квебека Серж Фонтен и Бертран Гуле объявили о создании новой Консервативной партии Квебека.
В ноябре 2009 года Фонтен предложил Эрику Кайру, который в то время состоял в Демократическом действии Квебека (ADQ), вступить в партию и стать ее лидером, с целью привлечения разочарованных сторонников ADQ. Это не осуществилось, и Кайр стал независимым кандидатом, а в 2011 году присоединился к Коалиции за будущее Квебека.
В ноябре 2011 года лидер партии Фонтен покинул Консервативную партию и присоединился к CAQ во главе с Франсуа Лего.

### 2012 год и позже
В январе 2012 года партия, которая все еще существовала на бумаге, перешла под контроль бывшего члена федерального консервативного парламента от округа Луи-Эбер Люка Харви, который стал ее лидером.
В отличие от недавно сформированной CAQ, которая занимает нейтральную позицию по вопросу суверенитета, Харви сказал, что консерваторы будут придерживаться федералистских взглядов, продвигать социально-консервативную программу и плоский налог.
В марте 2012 года на сайте партии было объявлено, что бывшие депутаты МНА от Демократического действия Квебека (ADQ) Моник Рой Вервиль и Альбер де Мартин будут баллотироваться от партии на предстоящих выборах.
10 сентября 2012 года было объявлено, что Харви уходит с поста лидера партии. Де Мартин был назначен временным лидером 21 сентября.
В декабре 2012 года Де Мартен объявил выборы лидера. В результате два претендента, Даниэль Бриссон и Адриен Д. Пулио, заявили о своем намерении баллотироваться.
В середине февраля 2013 года Бриссон отказался от участия в выборах лидера, оставив Пулио единственным кандидатом.
Пулио был провозглашен новым лидером 23 февраля 2013 года и сразу же представил на рассмотрение членов партии, присутствовавших на съезде, новый устав. Он был немедленно ратифицирован всеми членами и переориентировал позицию партии на более правоцентристскую систему ценностей. Позже в тот же день он выступил против предложенных Партией Квебекуа законов 14 и 20.
На провинциальных выборах 2014 года партия выдвинула 60 кандидатов, которые получили 16 429 голосов, 0,4 процента от общего числа голосов, поданных в провинции. На выборах 2018 года это число увеличилось до 101 выдвинутого кандидата, набравшего 59 055 голосов, или 1,5 процента от общего числа голосов.
16 октября 2020 года Адриен Пулио объявил о своем уходе с поста лидера партии, чтобы заняться дальнейшим бизнесом, но решил остаться на посту до избрания нового лидера на выборах лидера в 2021 году, на которых победил колумнист Эрик Дюайм, одержавший победу над повторным кандидатом Бриссоном в двухсторонней борьбе.
18 июня 2021 года Клэр Самсон стала первым членом современной Консервативной партии Квебека в законодательном собрании Квебека. Это произошло после ее исключения из CAQ за три дня до этого, после того, как она пожертвовала 100 долларов Консервативной партии Квебека.

## Исполнительное руководство
Исполнительная власть Консервативной партии Квебека состоит из ее лидера, парламентского представителя, президента, генерального секретаря, официального агента, исполнительного директора, председателей комитетов и региональных вице-президентов.
- Руководитель: Éric Duhaime
- Парламентский представитель: Claire Samson
- Президент: Denise Peter
- Вице-президент: Donald Gagnon
- Официальный агент: Patrice Raza
- Исполнительный директор: Raffael Cavaliere
- Генеральный секретарь и председатель комитета по конституции: Mikey Colangelo-Lauzon
- Председатель Комитета по коммуникациям: Véronique Gagnon
- Председатель финансового комитета: Mylène Bouchard
- Председатель Комитета по политике: André Valiquette
- Региональные вице-президенты:
  - Bas-Saint-Laurent, Gaspésie-Îles-de-la-Madeleine и Côte-Nord: François Lehouillier
  - Montreal и Laval: Patrice Raza
  - Capitale-Nationale и Chaudière-Appalaches: Donald Gagnon
  - Mauricie, Centre-du-Québec и Saguenay-Lac-Saint-Jean: Jimmy Voyer
  - Montérégie и Estrie: Raffael Cavaliere
  - Nord-du-Québec, Abitibi-Témiscamingue, Outaouais, Laurentides и Lanaudière: Mark Buzan

## Лидеры
| Лидер | Лидер | Лидер             | Начало срока     | Конец срока      | Избирательный округ            | Примечания |
| ----- | ----- | ----------------- | ---------------- | ---------------- | ------------------------------ | --- |
| 1-й   |       | Serge Fontaine    | 25 марта 2009    | Ноябрь 2011      | Nicolet-Yamaska                | Инаугурационный лидер, позже перешел в Коалицию «Возрождение Квебека».                                         |
| —     |       | Вакантное место   | Ноябрь 2011      | 18 января 2012   | Н/Д                            | Должность лидера оставалась вакантной с ноября 2011 года по январь 2012 года. Временный лидер назначен не был. |
| 2-й   |       | Luc Harvey        | 18 января 2012   | 11 сентября 2012 | Lévis                          | Ранее занимал пост федерального депутата от Луи-Эбер. Ушел в отставку вскоре после выборов 2012 года.          |
| —     |       | Albert De Martin  | 21 сентября 2012 | 23 февраля 2013  | Huntingdon                     | Временный лидер.                                                                                               |
| 3-й   |       | Adrien D. Pouliot | 23 февраля 2013  | 17 апреля 2021   | Chauveau                       | Самый долголетний лидер. Ушел в отставку, чтобы заняться дальнейшим бизнесом.                                  |
| 4-й   |       | Éric Duhaime      | 17 апреля 2021   | Действующий      | Deux-Montagnes, позже Chauveau | Довел партию до 12,9 % голосов избирателей на всеобщих выборах 2022 года с 1,5 % в 2018 году.                  |

## Результаты выборов
| Выборы | Лидер             | Конкурсные места | Выигранные места | +/- | Голоса    | %      | Место | Статус/Правительство |
| ------ | ----------------- | ---------------- | ---------------- | --- | --------- | ------ | ----- | -------------------- |
| 2012   | Luc Harvey        | 27 из 125        | 0 из 125         | ▬   | 7652      | 0,2    | ▬ 7-е | Extra-parliamentary  |
| 2014   | Adrien D. Pouliot | 60 из 125        | 0 из 125         | ▬   | ▲ 16 429  | ▲ 0,4  | ▬ 7-е | Extra-parliamentary  |
| 2018   | Adrien D. Pouliot | 101 из 125       | 0 из 125         | ▬   | ▲ 59 053  | ▲ 1,5  | ▲ 6-е | Extra-parliamentary  |
| 2022   | Éric Duhaime      | 125 из 125       | 0 из 125         | ▬   | ▲ 530 804 | ▲ 12,9 | ▲ 5-е | Extra-parliamentary  |